# Saint-Martin-du-Vieux-Bellême
Saint-Martin-du-Vieux-Bellême és un municipi francès situat al departament de l'Orne i a la regió de Normandia. L'any 2007 tenia 633 habitants.

## Demografia

### Població
El 2007 la població de fet de Saint-Martin-du-Vieux-Bellême era de 633 persones. Hi havia 268 famílies de les quals 84 eren unipersonals (48 homes que vivien sols i 36 dones que vivien soles), 96 parelles sense fills, 72 parelles amb fills i 16 famílies monoparentals amb fills.
La població ha evolucionat segons el següent gràfic:
Habitants censats

### Habitatges
El 2007 hi havia 366 habitatges, 278 eren l'habitatge principal de la família, 69 eren segones residències i 19 estaven desocupats. 364 eren cases i 2 eren apartaments. Dels 278 habitatges principals, 226 estaven ocupats pels seus propietaris, 47 estaven llogats i ocupats pels llogaters i 5 estaven cedits a títol gratuït; 17 tenien dues cambres, 52 en tenien tres, 95 en tenien quatre i 113 en tenien cinc o més. 202 habitatges tenien, pel cap baix, una plaça de pàrquing. A 140 habitatges hi havia un automòbil i a 113 n'hi havia dos o més.

### Piràmide de població
La piràmide de població per edats i sexe el 2009 era:
| Homes | Edats   | Dones |
| ----- | ------- | ----- |
| 0     | 95 o +  | 0     |
| 0     | 90 a 94 | 0     |
| 4     | 85 a 89 | 4     |
| 8     | 80 a 84 | 4     |
| 8     | 75 a 79 | 24    |
| 12    | 70 a 74 | 32    |
| 36    | 65 a 69 | 24    |
| 16    | 60 a 64 | 16    |
| 8     | 55 a 59 | 12    |
| 28    | 50 a 54 | 28    |
| 16    | 45 a 49 | 12    |
| 28    | 40 a 44 | 24    |
| 28    | 35 a 39 | 36    |
| 12    | 30 a 34 | 20    |
| 20    | 25 a 29 | 0     |
| 20    | 20 a 24 | 16    |
| 8     | 15 a 19 | 32    |
| 28    | 10 a 14 | 24    |
| 12    | 5 a 9   | 28    |
| 20    | 0 a 4   | 12    |

## Economia
El 2007 la població en edat de treballar era de 376 persones, 274 eren actives i 102 eren inactives. De les 274 persones actives 253 estaven ocupades (144 homes i 109 dones) i 21 estaven aturades (8 homes i 13 dones). De les 102 persones inactives 46 estaven jubilades, 34 estaven estudiant i 22 estaven classificades com a «altres inactius».

### Ingressos
El 2009 a Saint-Martin-du-Vieux-Bellême hi havia 278 unitats fiscals que integraven 662 persones, i la mediana anual d'ingressos fiscals per persona era de 17.387 €.

### Activitats econòmiques
Dels 22 establiments que hi havia el 2007, 4 eren d'empreses de fabricació d'altres productes industrials, 4 d'empreses de construcció, 4 d'empreses de comerç i reparació d'automòbils, 1 d'una empresa de transport, 1 d'una empresa d'hostatgeria i restauració, 1 d'una empresa financera, 1 d'una empresa immobiliària, 3 d'empreses de serveis, 2 d'entitats de l'administració pública i 1 d'una empresa classificada com a d'«altres activitats de serveis».
Dels 5 establiments de servei als particulars que hi havia el 2009, 1 era un taller de reparació d'automòbils i de material agrícola, 1 era un paleta, 1 una fusteria, 1 un electricista i 1 un restaurant.
Dels 2 establiments comercials que hi havia el 2009, 1 era un hipermercat i 1 un supermercat.
L'any 2000 a Saint-Martin-du-Vieux-Bellême hi havia 11 explotacions agrícoles, que ocupaven un total de 648 hectàrees.

## Equipaments sanitaris i escolars
L'únic equipament sanitari que hi havia el 2009 era una ambulància.

## Poblacions més properes
El següent diagrama mostra les poblacions més properes.